# Bouré (Burkina Faso)
Pour les articles homonymes, voir Bouré.
Bouré est une commune rurale située dans le département de Samba de la province du Passoré dans la région Nord au Burkina Faso.

## Géographie
Bouré se trouve à environ 10 km au nord-est du centre de Samba, le chef-lieu du départemet, ainsi qu'à 40 km au sud de Yako.

## Santé et éducation
Bouré accueille un centre de santé et de promotion sociale (CSPS) tandis que le centre médical avec antenne chirurgicale (CMA) de la province se trouve à Yako.